# Fort Maurepas (Canada)
Pour les articles homonymes, voir Maurepas.
Ne doit pas être confondu avec Fort Maurepas (États-Unis).
 (novembre 2023).
Si vous disposez d'ouvrages ou d'articles de référence ou si vous connaissez des sites web de qualité traitant du thème abordé ici, merci de compléter l'article en donnant les références utiles à sa vérifiabilité et en les liant à la section « Notes et références ».
Fort Maurepas est un fort français construit au XVIIIe siècle en Nouvelle-France au Canada au Sud-Est du lac Winnipeg sur la rivière Winnipeg.

## Histoire
Fort Maurepas fut édifié par les hommes de l'explorateur et officier Pierre Gaultier de Varennes et de La Vérendrye, notamment son fils Jean Baptiste de La Vérendrye et son cousin et compagnon d'armes Christophe Dufrost de La Jemerais.
Fort Maurepas fut construit à l'ouest du Fort Saint-Charles situé sur le Lac des Bois. Un premier fort, le Fort La Forêt, fut construit le long de la rivière Winnipeg. Mais c'est au bord du lac Winnipeg que fut élevé le fort Maurepas. 
Le site de l'établissement de ce fort changea légèrement de localisation en fonction des accords pacifiques avec les Amérindiens. Le fort Maurepas fut d'abord construit en 1734 sur la rive de la rivière Rouge. Le second site fut en définitif construit vers la confluence de la rivière Winnipeg et du lac Winnipeg.
Par la suite, Français et Canadiens construisirent le Fort Rouge futur site de la ville de Winnipeg.